# Trubačovité
Trubačovité (Bignoniaceae) je čeleď vyšších dvouděložných rostlin z řádu hluchavkotvaré (Lamiales). Jsou to stromy nebo liány, řidčeji i byliny či keře, obvykle se vstřícnými složenými listy. Květy bývají nápadné, nálevkovité nebo zvonkovité. Nejvíce druhů se vyskytuje v tropech, pouze některé rostou v mírném pásu. V Evropě čeleď není zastoupena. Některé druhy jsou v Česku pěstovány jako okrasné rostliny, zejména katalpa, křivouš a dvojostice. V tropech náleží mezi oblíbené okrasné stromy zejména žakaranda mimózolistá a spatodea zvonkovitá.

## Popis
Trubačovité jsou nejčastěji liány nebo stromy, řidčeji keře a výjimečně i byliny. Stromy jsou často opadavé.

### Stonky a listy
Mladé stonky jsou oblé nebo hranaté, často se žlázkami nebo rýhou mezi bázemi řapíků. Stromy i liány jsou občas kauliflorní. Liány mají ojedinělý způsob druhotného tloustnutí stonku. Na příčném řezu stonkem tvoří xylém a floém charakteristickou křížovitou až hvězdicovitou strukturu se 4 až 32 rameny, vzniklou poruchami tvorby sekundárního xylému v kambiu. Tato struktura zřejmě dává stonkům lián pružnost. Listy jsou nejčastěji vstřícné, dlanitě nebo zpeřeně až vícenásobně složené, řidčeji jsou jednoduché (např. Crescentia) nebo střídavé (Catalpa). Koncový lístek je u lián často přeměněn v jednoduchý, rozdvojený až rozvětvený úponek, který může být přeměněný i v háky nebo přísavky. Palisty chybí, mohou je však připomínat modifikované šupiny kryjící původně pupen.

### Květy a plody
Květenství jsou úžlabní nebo vrcholová, nejčastěji laty, vrcholíky nebo thyrsy, nebo jsou květy jednotlivé. U některých zástupců je vyvinuta kauliflorie. Květy jsou obvykle velké, dvoustranně souměrné a oboupohlavné. Kalich je obvykle miskovitý, trubkovitý, toulcovitý nebo baňkovitý, lístky často s nápadnými žlázkami. Koruna je často nápadná, srostlá z 5 lístků, nejčastěji nálevkovitá. Tyčinky jsou nejčastěji 4 (u rodů Catalpa a Pseudocatalpa jen 2). V květech je často přítomno 1 staminodium. Kolem báze semeníku bývá vyvinut nektáriový disk. Semeník je svrchní, srostlý ze 2 plodolistů, dvoupouzdrý, s jednou čnělkou zakončenou dvouramennou bliznou. Placentace je axilární, výjimečně parietální (např. Crescentia). Plodem je nejčastěji suchá tobolka pukající 2 chlopněmi, občas i dužnatá bobule s tuhou slupkou. Semena bývají četná, plochá okřídlená nebo s chomáči chlupů, bez endospermu.

### Obsahové látky
Mezi charakteristické obsahové látky náležejí zejména iridoidy a fenolické glykosidy.

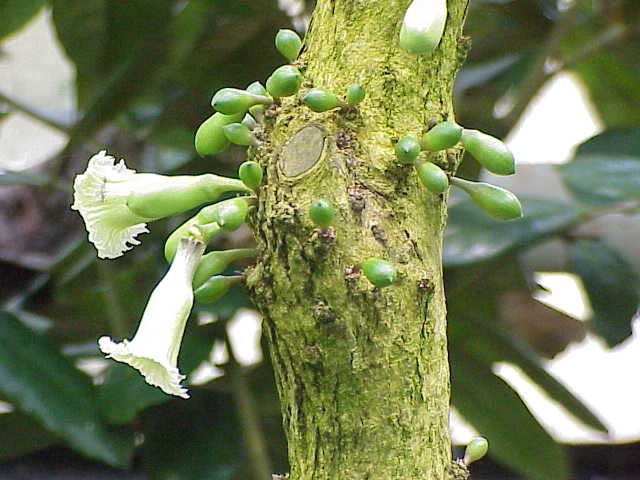
Kauliflorní květy  Amphitecna macrophylla
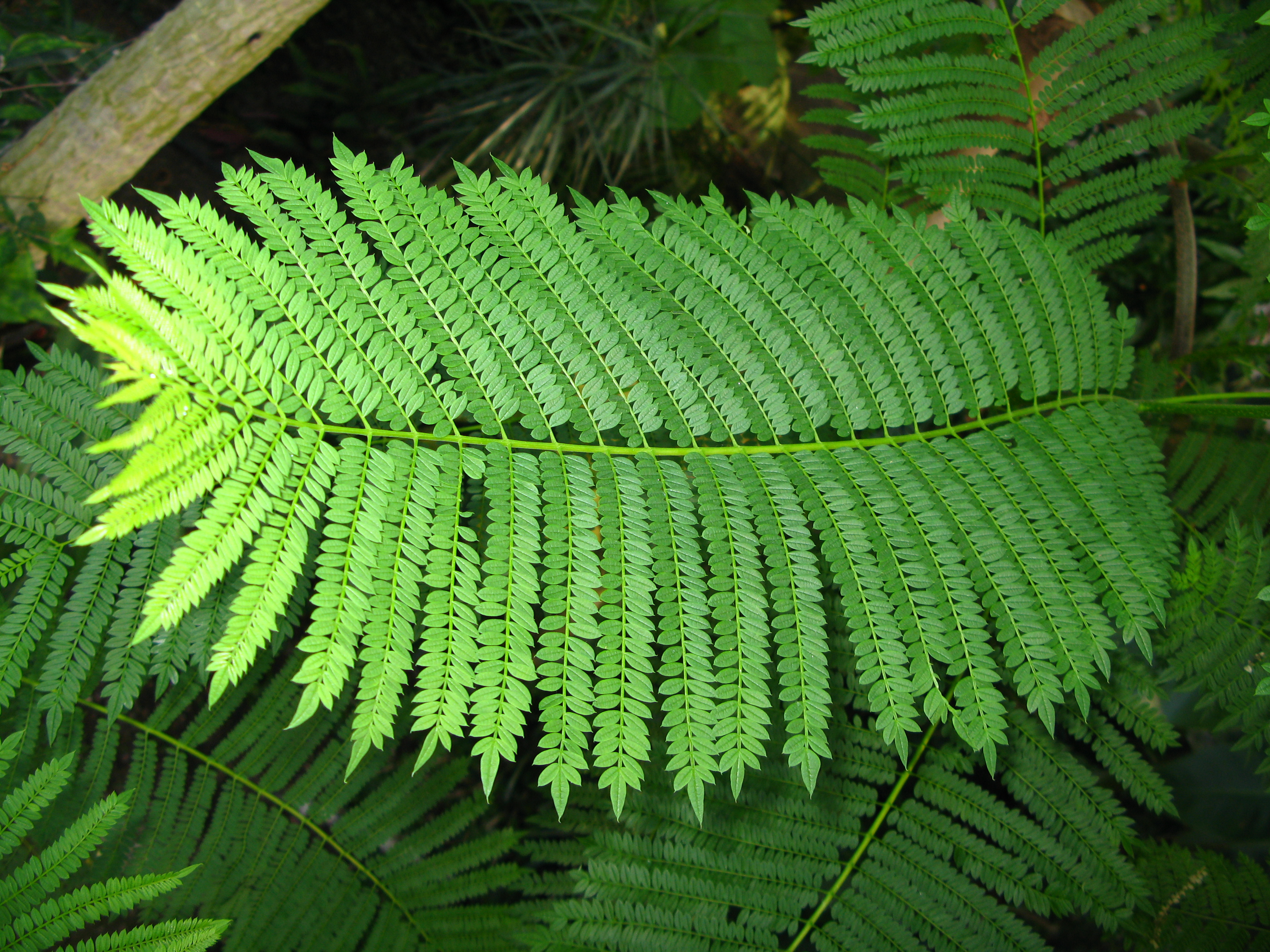
List žakarandy mimózolisté (Jacaranda mimosifolia)
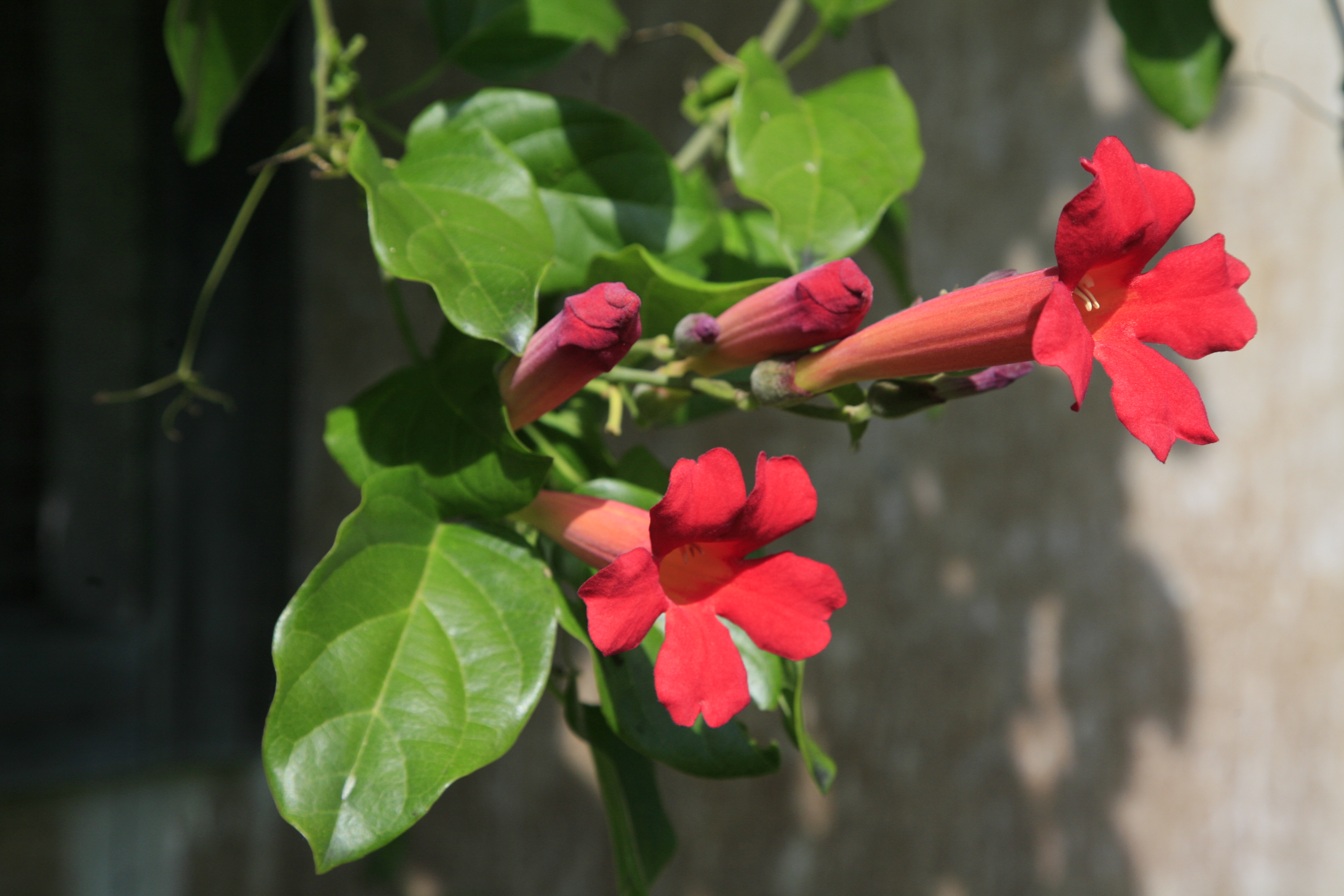
Distictis buccinatoria
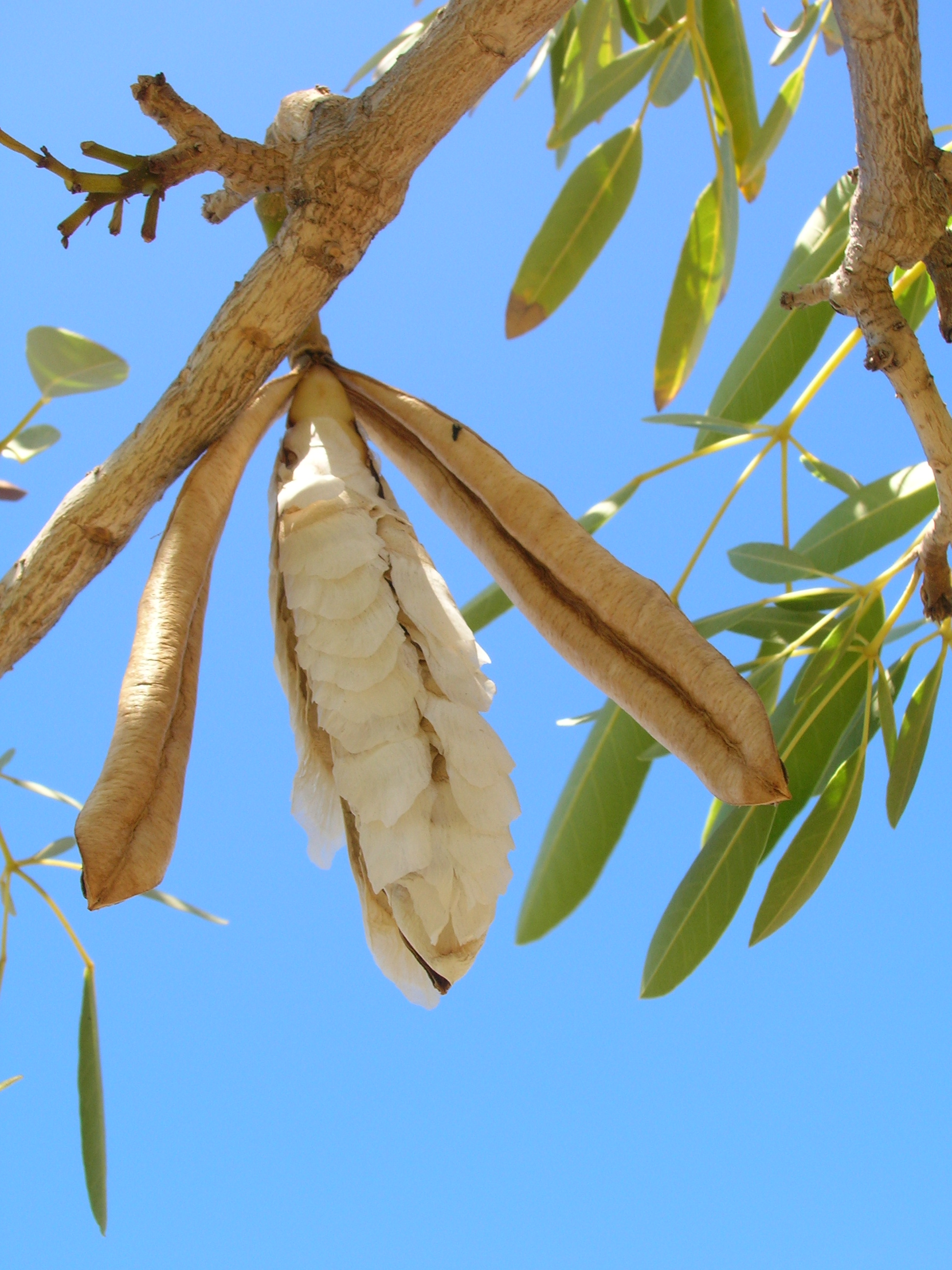
Puklá tobolka tabebuji Tabebuia aurea

## Rozšíření
Čeleď zahrnuje asi 800 druhů ve 110 rodech. Největší rody jsou Adenocalymma (asi 78 druhů), tabebuja (Tabebuia, 70), Arrabidaea (69), žakaranda (Jacaranda, 50) a Anemopaegma (45 druhů). Většina ostatních rodů obsahuje jen několik druhů nebo jsou monotypické. Čeleď je rozšířena v tropech celého světa s přesahy do teplých oblasti mírného pásu. Asi 3/4 všech druhů se vyskytují v tropické Americe. V původní květeně Evropy trubačovité nejsou zastoupeny.
Trubačovité se vyskytují na nejrůznějších stanovištích, nejvíce v nížinném deštném lese jako liány dosahující korunního patra, dále na savanách a v oblastech s periodickým obdobím sucha a také v horách. Až na několik výjimek nerostou ve velkých nadmořských výškách.

## Ekologické interakce

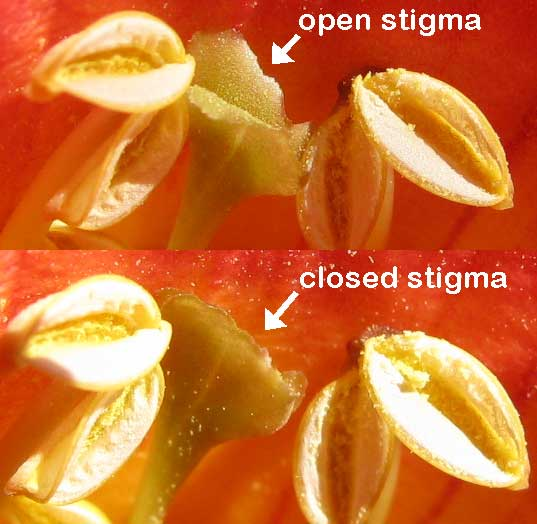
Senzitivní blizna křivouše kořenujícího

Trubačovité jsou nejčastěji opylovány včelami, vosami, v tropické Americe také kolibříky a v tropech Starého světa strdimily, dále lišaji, motýli, netopýry a zřejmě i lemury. Květy některých druhů trubačovitých nemají nektar, jsou však většinou podobné květům jiných druhů rostoucích v téže oblasti a hmyz je také navštěvuje. Kolibříci a drvodělky často prorazí korunní trubku ze strany těsně nad kalichem a vysají nektar, aniž by přišli do kontaktu s bliznou či prašníky.
Blizna je senzitivní a její ramena se po dotyku opylovače sevřou dočasně k sobě, čímž se předejde opylení vlastním pylem, když opylovač opouští květ.
Semena jsou často křídlatá a jsou nejčastěji šířena větrem nebo vodou. Semena z dužnatých plodů šíří různí savci. Tobolky některých druhů se přichycují na srsti zvířat.
Některé druhy trubačovitých mají specializované nektáriové žlázky na listech, stoncích, květech nebo plodech, která přitahují mravence chránící rostlinu před býložravci. Bylo také pozorováno, že mravenci čistí povrch rostliny např. od vajíček jiného hmyzu. Některé druhy rodů tabebuja a Stizophyllum mají duté kmeny, které mravenci obývají.

## Taxonomie
Trubačovité jsou taxonomicky dobře vyhraněná skupina a s nástupem molekulární biologie (systém APG) došlo v jejím vymezení jen k drobným změnám. Rod Schlegelia byl přeřazen do čeledi Schlegeliaceae. Podobně rod pavlovnie (Paulownia), tvořící po morfologické stránce jakýsi přechod mezi čeleděmi trubačovité (Bignoniaceae) a krtičníkovité (Scrophulariaceae) a řazený v minulosti do té či oné z obou čeledí, byl přeřazen do samostatné čeledi pavlovniovité (Paulowniaceae). Naproti tomu na úrovni rodů je taxonomie této čeledi dosti neustálená a existuje mnoho synonym. V rozsáhlé studii vydané v roce 2014 byla publikována nová taxonomie největšího tribu Bignonieae, založená na analýze chloroplastové i nukleární DNA. Bylo zjištěno, že mnohé rody tohoto tribu nejsou monofyletické a jejich počet byl zredukován z téměř 50 na 21.

## Zástupci
- dvojostice (Incarvillea)
- ekremokarp (Eccremocarpus)
- kujeta (Crescentia)
- katalpa (Catalpa)
- kigélie (Kigelia)
- křivouš (Campsis)
- pandora (Pandorea)
- parmentiera (Parmentiera)
- podranka (Podranea)
- prodlužeň (Tanaecium)
- radermachera (Radermachera)
- spatodea (Spathodea)
- tabebuja (Tabebuia)
- tekoma (Tecoma)
- tekomárie (Tecomaria)
- trubač (Bignonia)
- trubatka (Pyrostegia)
- žakaranda (Jacaranda)[7]

## Význam

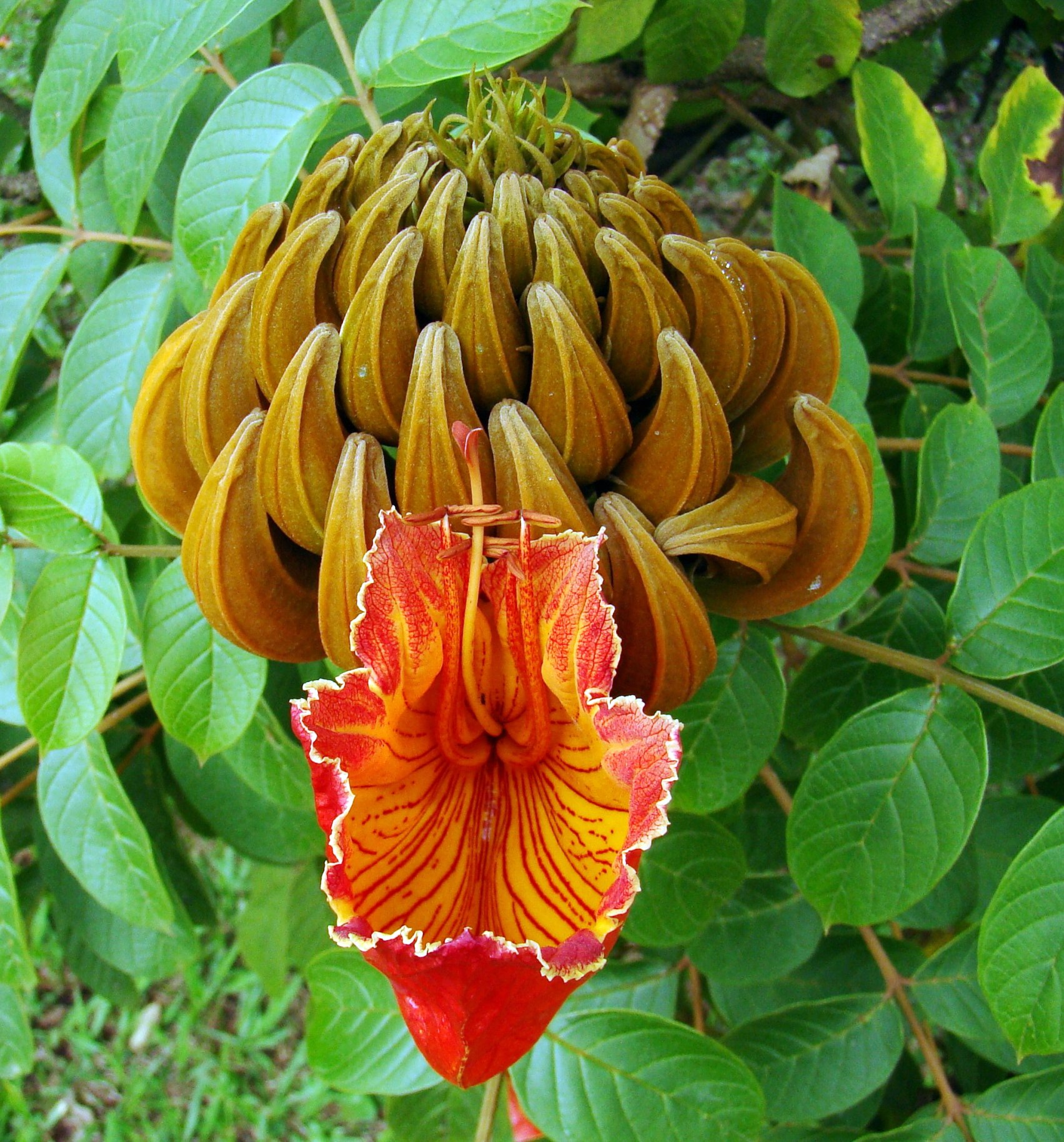
Spatodea zvonkovitá (Spathodea campanulata)

### Léčivé rostliny
Kůra některých jihoamerických druhů rodu Handroanthus (dříve v rodu tabebuja) je známa jako lapačo. Odvar posiluje imunitní systém a je používán při léčbě rakoviny, zánětlivých onemocnění, cukrovky a mnohých jiných chorob a potíží.

### Okrasné rostliny
Jako okrasné stromy jsou v ČR pěstovány některé druhy a kříženci katalpy (Catalpa), vzácněji mezirodový kříženec katalpy obecné (Catalpa bignonioides) s mexickým druhem Chilopsis linearis, zvaný xChitalpa taskentensis. V teplých oblastech lze pěstovat bohatě kvetoucí liány křivouš kořenující (Campsis radicans) a křivouš velkokvětý (Campsis grandiflora). Jako trvalky okrasné velkými květy jsou pěstovány různé druhy dvojostice (Incarvillea).
Žakaranda mimózolistá (Jacaranda mimosifolia) je v subtropických zemích jedním z nejvíce pěstovaných okrasných stromů. Pěstují se i jiné druhy, např. Jacaranda cuspidifolia, Jacaranda caerulea a Jacaranda jasminoides. Pocházejí vesměs z Jižní Ameriky. Spatodea zvonkovitá (Spathodea campanulata), známá jako 'africký tulipánový strom', náleží k nejkrásnějších tropickým dřevinám. Pro tmavě červené květy a nápadné plody je pěstována kigélie africká neboli salámový strom (Kigelia africana). Oba druhy pocházejí z Afriky.
Stromy rodu tabebuja a příbuzného rodu Handoanthus kvetou zpravidla v bezlistém stavu, kdy se celý strom obsype spoustou barevných květů. V tropech se pěstují zejména druhy tabebuja růžová (Tabebuia rosea) s růžovými květy a Handroanthus chrysanthus (syn. Tabebuia chrysantha) s květy žlutými. Kujeta neboli kalabašový strom (Crescentia cujete, Crescentia alata) je pěstována pro zajímavé velké kulovité plody. Mezi další tropické okrasné keře a stromy náleží zejména tekoma (Tecoma), parmentiera (Parmentiera), Delostoma, Dolichandrone, Markhamia a Newbouldia laevis. Z lián se v tropech a subtropech pěstují zejména zástupci rodů pandora (Pandorea), tekomárie (Tecomaria), podranka (Podranea), trubatka (Pyrostegia), Adenocalymma, Arrabidaea, Clytostoma, Cydista, Distictis, Macfadyena, Mansoa a Tecomanthe.

### Technické rostliny
Kvalitní a tvrdé dřevo stromů rodu Handroanthus (dříve v rodu Tabebuia), známé jako 'ipé', je vlivem konzervace obsaženým naftochinonem lapačolem velmi trvanlivé a je ceněné zejména na konstrukce a stavby. Jacaranda copaia je rychle rostoucí strom a je využívána v tropech k zalesňování. Z nápadných tykvovitých plodů Crescentia cujete jsou vyráběny různé nádoby.

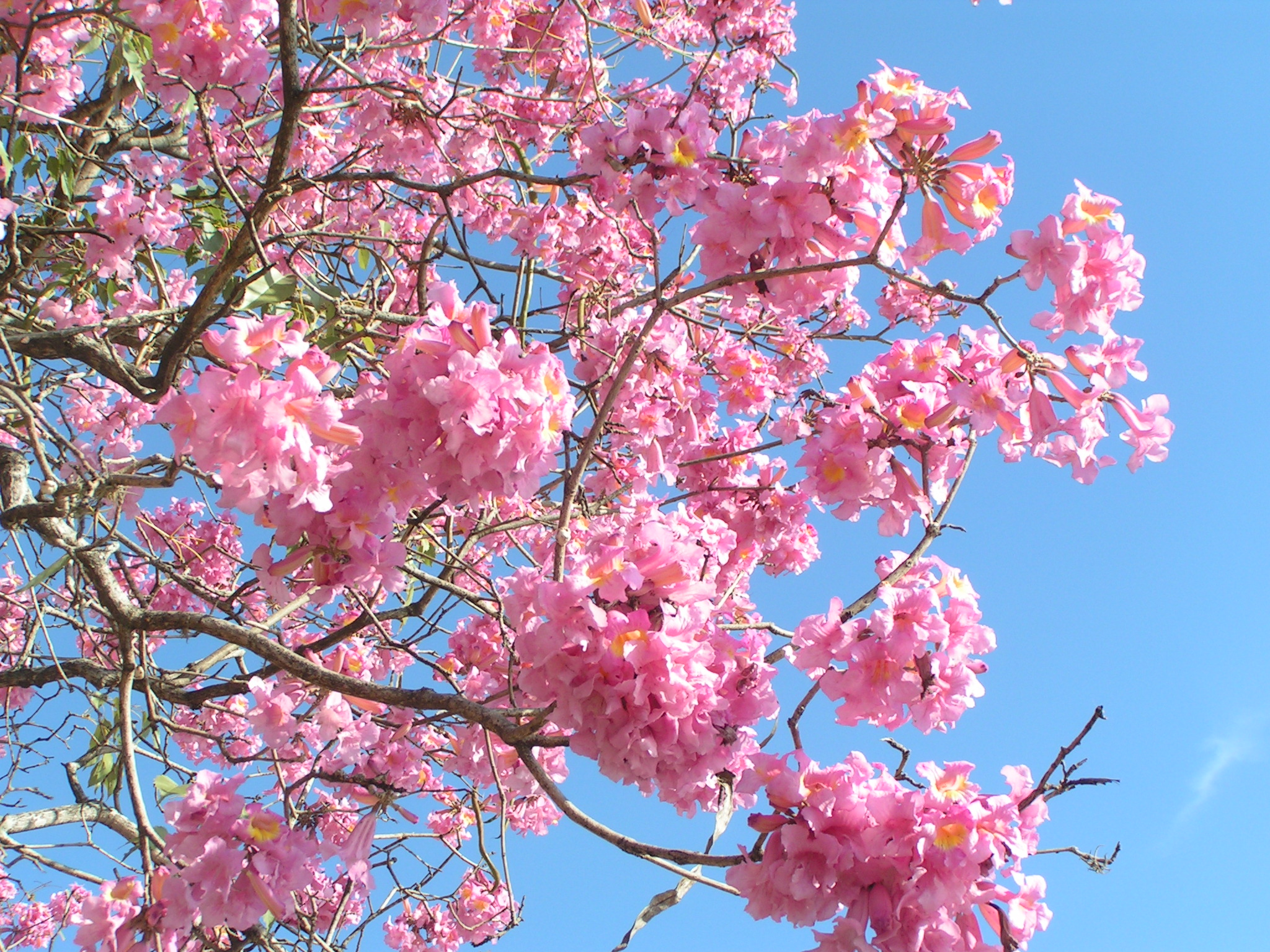
Kvetoucí Tabebuia impetiginosa
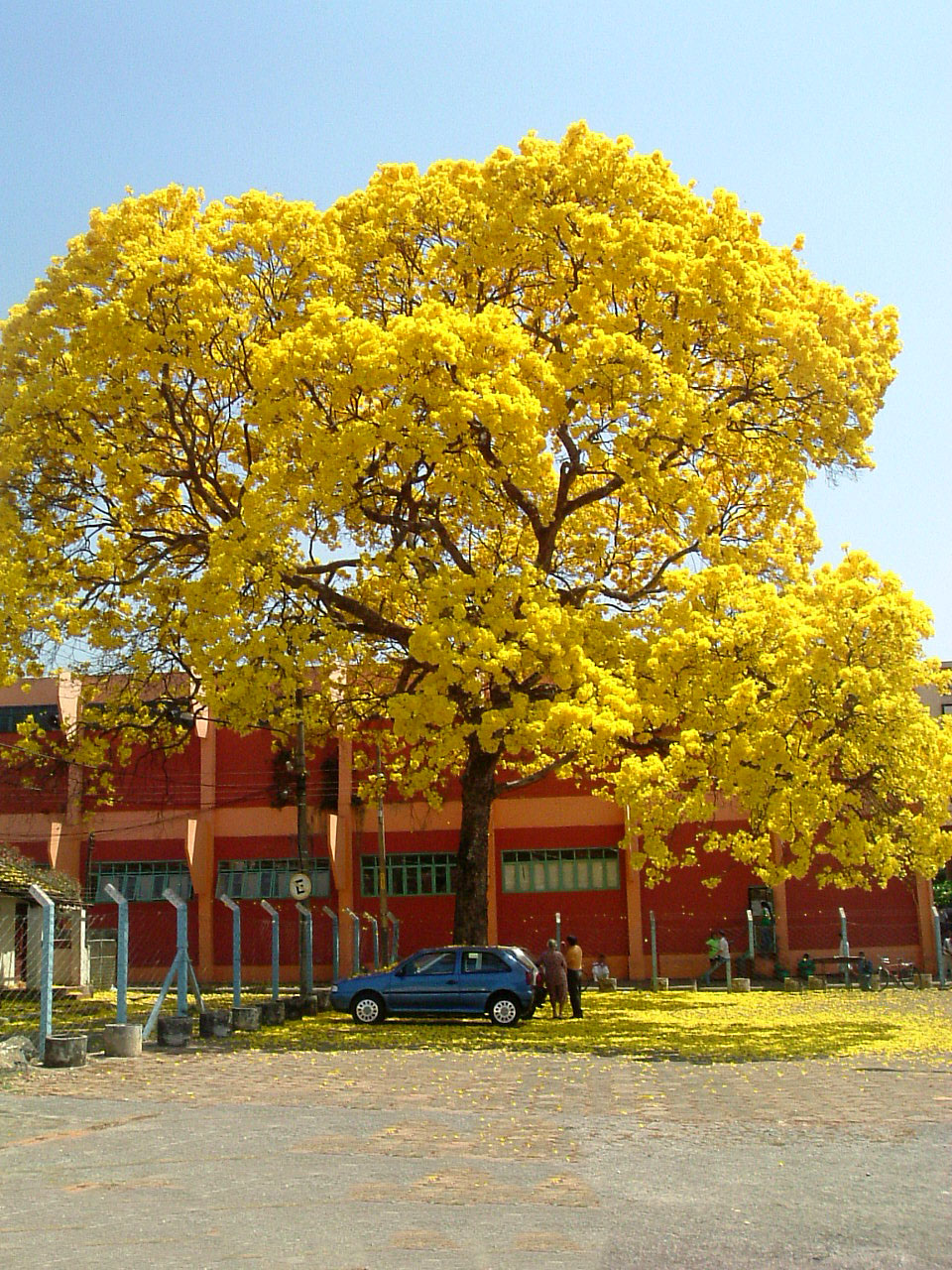
Kvetoucí Handroanthus sp.
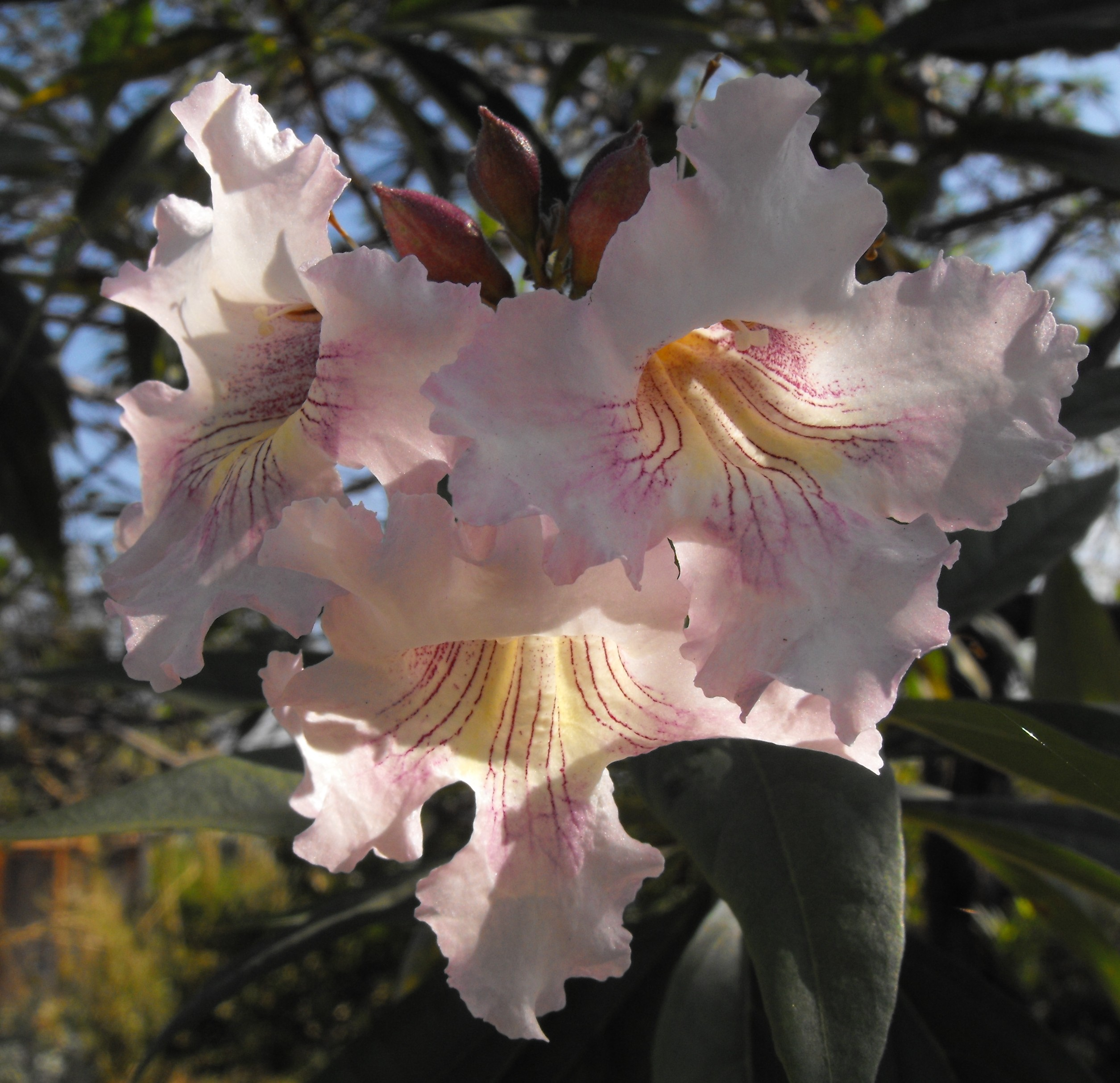
Květy ×Chitalpa tashkentensis
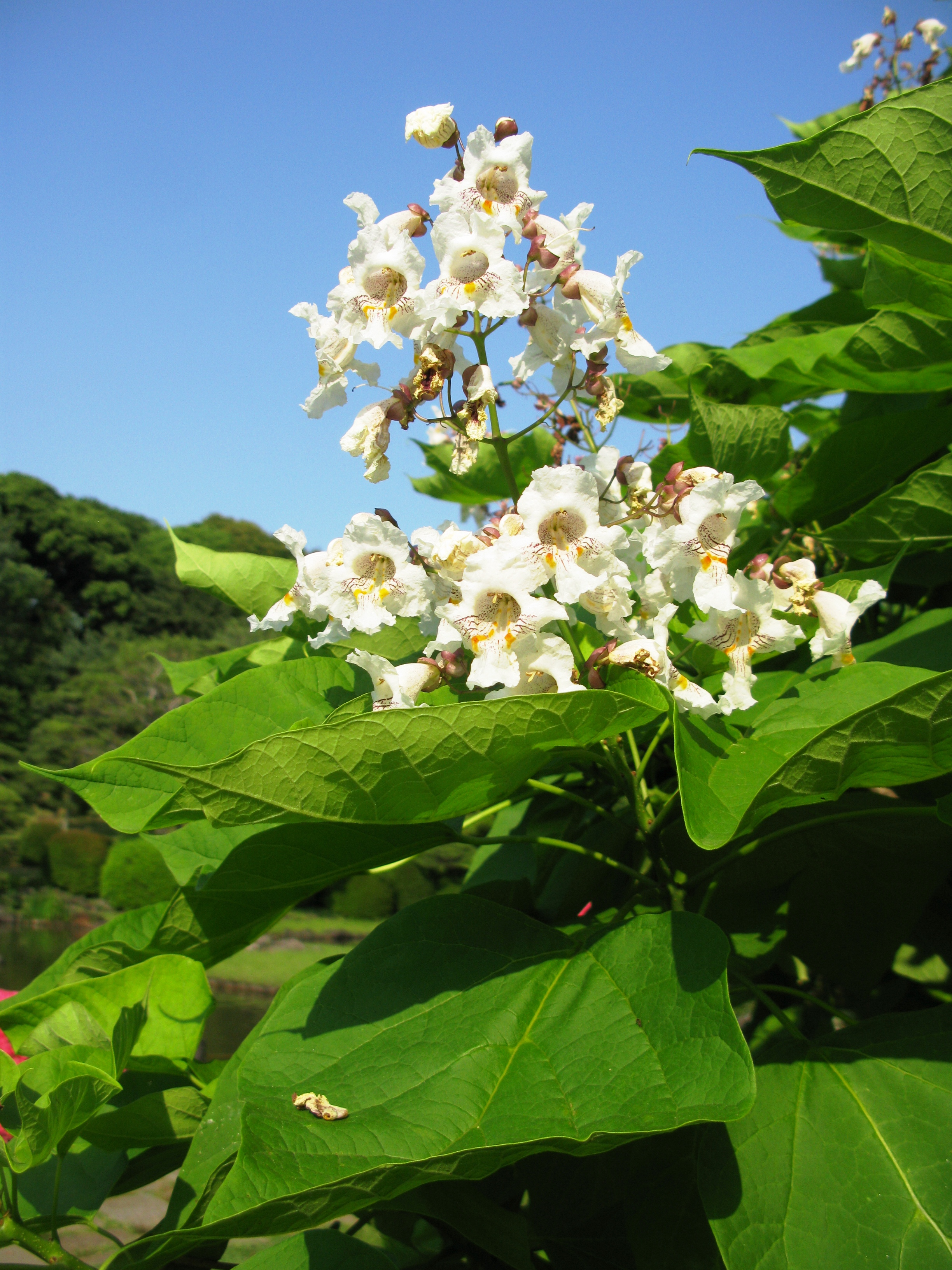
Katalpa nádherná (Catalpa speciosa)
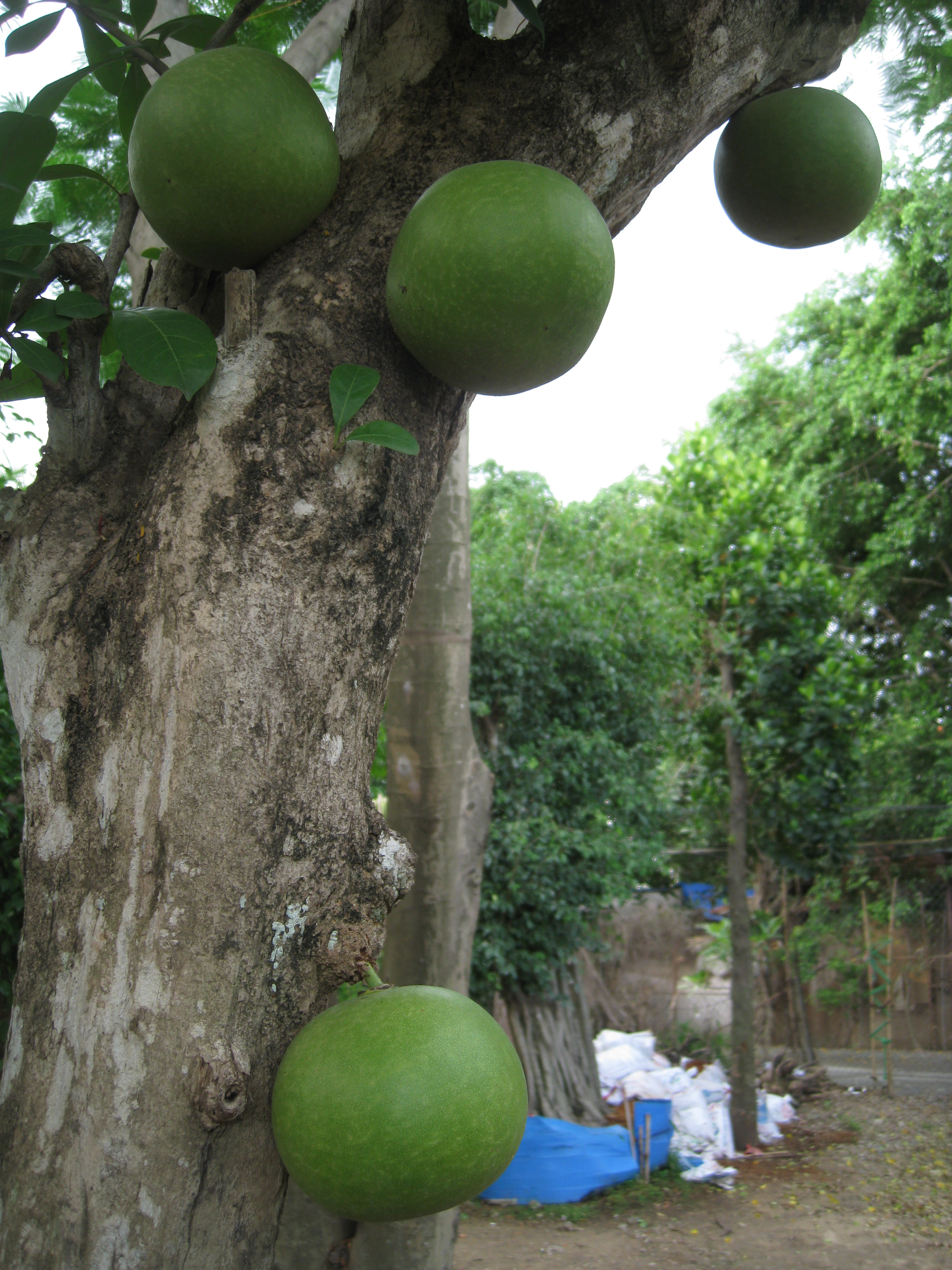
Kujeta hruboplodá (Crescentia cujete)
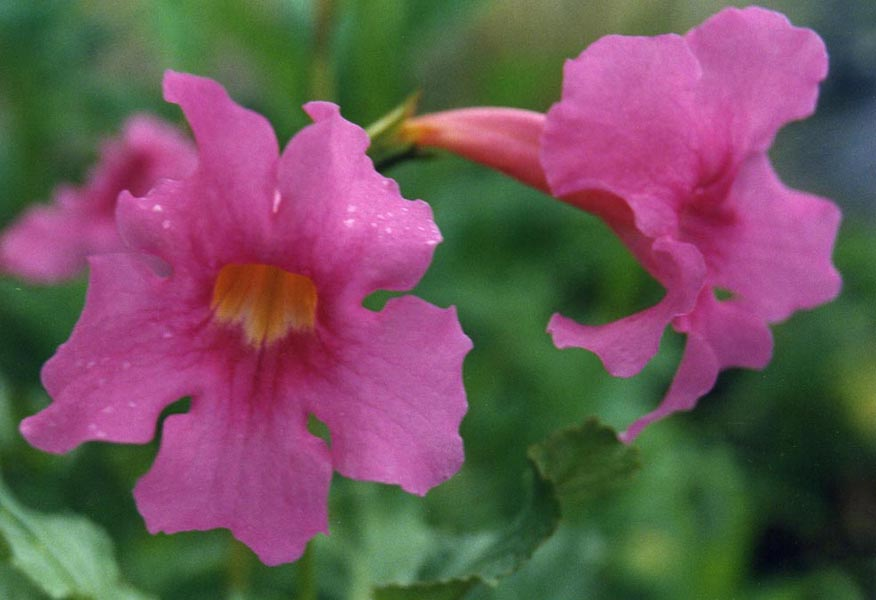
Dvojostice Incarvillea delavayi

## Přehled rodů
Adenocalymma,
Amphilophium (vč. Distictella),
Amphitecna,
Anemopaegma,
Argylia,
Astianthus,
Bignonia,
Callichlamys,
Campsidium,
Campsis,
Catalpa,
Catophractes,
Chilopsis,
Colea (vč. Ophiocolea),
Crescentia,
Cuspidaria,
Cybistax,
Delostoma,
Deplanchea,
Dinklageodoxa,
Dolichandra,
Dolichandrone,
Eccremocarpus,
Ekmanianthe,
Fernandoa,
Fridericia (vč. Arrabidaea)
Godmania,
Handroanthus,
Heterophragma,
Hieris,
Incarvillea,
Jacaranda (vč. Digomphia)
Kigelia,
Lamiodendron,
Lundia,
Manaosella,
Mansoa,
Markhamia,
Martinella,
Mayodendron,
Millingtonia,
Neojobertia,
Neosepicaea,
Newbouldia,
Nyctocalos,
Oroxylum,
Pachyptera,
Pajanelia,
Pandorea,
Paratecoma,
Parmentiera,
Pauldopia,
Perianthomega,
Perichlaena,
Phyllarthron,
Phylloctenium,
Pleonotoma,
Podranea,
Pyrostegia,
Radermachera,
Rhigozum,
Rhodocolea,
Romeroa,
Roseodendron
Santisukia,
Sparattosperma,
Spathodea,
Spirotecoma,
Stereospermum,
Stizophyllum,
Tabebuia,
Tanaecium (vč. Sphingiphila),
Tecoma,
Tecomanthe,
Tecomaria,
Tecomella,
Tourrettia,
Tynnanthus,
Xylophragma,
Zeyheria